# Glamorous Temptation
Glamorous Temptation (en hangul, 화려한 유혹; romanización revisada, Hwaryeohan yuhok), también conocida en español como Glamorosa tentación, es una serie de televisión surcoreana, transmitida por MBC desde el 5 de octubre de 2015 hasta el 22 de marzo de 2016. Es protagonizada por Choi Kang Hee, Cha Ye Ryun y Joo Sang-wook.

## Argumento
Shin Eun Soo (Choi Kang Hee) a pesar de enfrentar un destino cruel y ser acusada de delitos que no cometió, quedando viuda tras la muerte de su marido a una edad temprana, demuestra ser una mujer fuerte, esforzándose en ser una buena madre, sola con su hija de siete años. Todo transcurre bien, hasta que descubre en la iglesia a su mejor amiga de la infancia Kang Il Joo (Cha Ye Ryun), junto a Jin Hyung Woo (Joo Sang-wook), su primer amor. Los tres tienen la venganza, como algo en común para hacer con sus vidas, pero Eun Soo cambia el curso de las cosas al ser la pieza del rompecabezas que faltaba.

## Reparto

### Personajes principales
- Choi Kang hee como Shin Eun Soo.
  - Jo Ye Rin como Eun Soo (niña).
  - Kim Sae Ron como Eun Soo (adolescente).
- Cha Ye Ryun como Kang Il Joo.
  - Kim Bo Ra como Kang Il Joo (adolescente).
- Joo Sang-wook como Jin Hyung Woo.
  - Nam Joo Hyuk como Hyung Woo (adolescente).
- Jung Jin Young como Kang Suk Hyun.

### Personajes secundarios

#### Familia de Eun Soo
- Kim Mi Kyung como Madre de Eun Soo.
- Dong Ha como Shin Bum-soo.
- Kal So-won como Hong Mi Rae.
- Lee Jae Yoon como Hong Myung-Ho.

#### Familia de Hyung Woo
- Na Young-hee como Hyung Woo.

#### Familia de Seo Hyun
- Kim Bup-rae como Kang Il-do.
- Park Jung-ah como Lee See Young.
- Jang Young-nam como Kang Il Ran.
- Yoon Soo como Kang Yoo Gyung.

#### Familia de Soo Myung
- Kim Chang Wan como Kwon Soo Myung.
- Kim Ho Jin como Kwon Moo Hyuk.
- Cho Yeon Woo como Kwon Joon Hyuk.

### Otros personajes
- Jung Woo Shik como Son Jong Ryeol.
- Yoon Hae Young como Baek Chung Mi.
- Lee Jung Mi como Jo Ah Reum.
- Jang Won Young como Ma Oh Kwang.
- Seo Kyung Hwa como Go Yang Soon.
- Yeom Jae Wook como Jo Boo Jang.
- Kim Jung Wook como Kim Kyung Mi.
- Han So Young como Yang Ji Eun.
- Lee Jae Eun como Jung Hye Jung.
- Shin Soo-jung como una empleada doméstica.[3]

## Emisión internacional
- Singapur: Oh!K (2015-2016).